# 阿茲卡班
阿茲卡班監獄（Azkaban）是英國作家J·K·羅琳的魔幻小說《哈利·波特》系列中的巫师監獄，保安森嚴（對天狼星·布萊克除外）。
此外，阿不思·鄧不利多的父親博知維·鄧不利多，也曾因為替報復而攻擊三名麻瓜而被送往阿茲卡班，最終在阿茲卡班去世。阿茲卡班的獄卒催狂魔會以犯人的快樂與希望為食，並讓犯人受絕望與悲傷的折磨至死。

## 地理
阿茲卡班位于北海入口处。是花崗岩古堡式建築，建成日期遠遠早於16世紀前，牢房空置率高。

## 管理
阿茲卡班直接隶屬於魔法部，由催狂魔擔任獄卒。
不過在金利·俠鉤帽就任魔法部部長後，改由正氣師負責守衛阿茲卡班。

## 曾被囚者
- 天狼星·布萊克（Sirius Black）
- 博知維·鄧不利多（Percival Dumbledore）
- 巴堤·柯羅奇二世（小柯羅奇Barty Crouch Jr.）
- 魯霸·海格（Rubeus Hagrid）
- 貝拉·雷斯壯 （Bellatrix Lestrange)
- 安東寧·杜魯哈
- 奧古斯都·羅克五
- 崔佛
- 魯休思·馬份（Lucius Malfoy）
- 依果·卡卡夫
- 莫芬·冈特

## 靈感
羅琳在Pottermore表示：「阿茲卡班」這個名字源自於曾是惡魔島聯邦監獄所在的阿爾卡特拉斯島（Alcatraz Island），以及希伯來語中有「毀滅之地」意思的「亞巴頓」（Abaddon）。

## 電影
在電影《哈利波特：鳳凰會的密令》中，阿茲卡班的外觀被描繪為三角形的堡壘。